# Steineria ampullacea
Steineria ampullacea är en rundmaskart som beskrevs av Christian Wieser och Stephen Donald Hopper 1967. Steineria ampullacea ingår i släktet Steineria och familjen Monhysteridae. Inga underarter finns listade i Catalogue of Life.